# Микита Синенко
Микита Кіндратович Синенко (Сененко, Сеневич) (пізніше — Уманець) — полковник Уманського полку Гетьманської України з вересня 1674 р. по жовтень 1675 р., полковий осавул і полковник наказний Охтирського полку з 1691 по 1693 рр.

## Історичні відомості
Філарет писав: «В нынешнем 184 (1676) г. июня в 3 д. бил челом Вел. Госуд. Его Царскому Вел., а в курской разрядной избе нам боярину и воеводе и подал челобитную Уманский и иных Заднепровских городов черкасов полковник Никита Сененко, а в челобитной их написано: в нынешнем-де 184 (1676) г. пришли мы Вел. Госуд. Его Царского В-ва в новоопостроенный город Мурафу на слободу с женами и детьми под Его В-ва Государя руку 260 человек на вечное житье, и строиться дворами и вечно служить В. Государю хотят они; — и В. Государь Его Царское В-во пожаловал бы их, велел их своею государскою милостию обнадежить, и льготы, дать, на сколько он В. Государь укажет, чтоб у них с старыми Мураховскими жителями о льготе споров не было. И по указу В. Гос. Его Царского В-ва его полковника Никиту сына Кондратъева и которые с ним из за Днепра пришли и которые впредь учнут приходити, воеводе ведать невелено, а велено ведать и расправы чинить меж ними ему Никите по своим правам, да им же дать на дворы места и пашни земли против прежнего отводу, что было у Мурафе дано льготы до указу В. Государя. Писал в Курске в лето от созд. мира 7184 июня 3 д.». «Царского В-ва боярин и воевода и наместник Курский й Белгородский князь Григорий Григорьевич Ромодановский Стародубский печать свою приложили».
В справах 1787 р. бачимо, що згідно актів і розповідей старих людей Микита Кіндратович Уманець визнаний за одну і ту ж людину з уманським полковником Микитою Сененком.
Микита Кіндратович — полковий осавул і наказний Охтирський полковник в 1691 и 1693 гг. був з Охтирським полком у походах.
Таким чином Микиту Кіндратовича Сененка почали називати в Слобідській Україні Уманцем по його уряду полковника в Умані. Це не перший приклад нагородження вихідців з-за Дніпра новими прізвищами.